# Isabelia pabstii
Isabelia pabstii là một loài thực vật có hoa trong họ Lan. Loài này được (Leinig) C.Van den Berg & M.W.Chase mô tả khoa học đầu tiên năm 2001.